# Lollarden

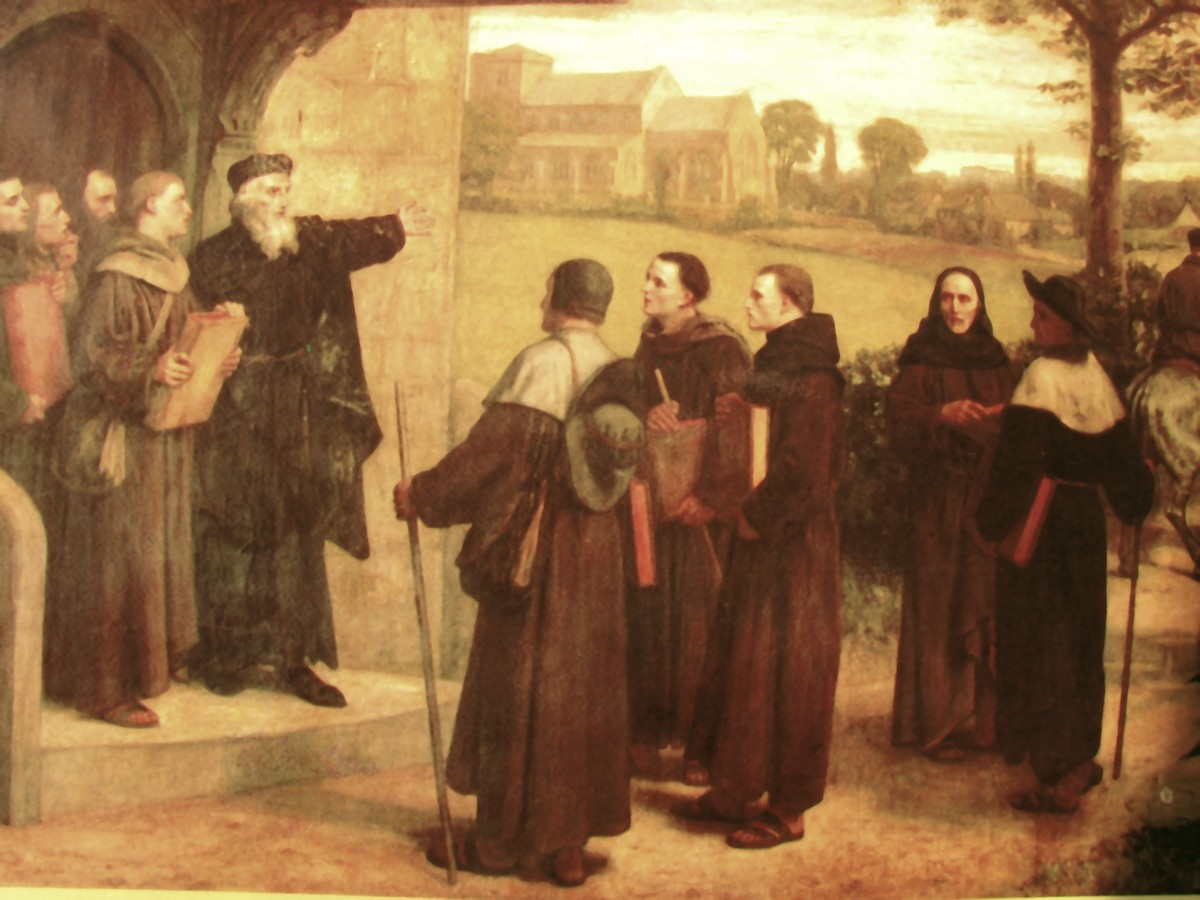
John Wycliffe geeft zijn Bijbelvertaling aan Lollardaanhangers

Lollarden of Lollards zijn aanhangers van een godsdienstig-maatschappelijke beweging, die vooral in Engeland rond 1400 groot succes had.

## Naam
Het woord lollard is waarschijnlijk uit de Lage Landen afkomstig. Het werd in ieder geval in 1348 gebruikt voor leden van de lekengemeenschap van de alexianen of cellebroeders die zich tot taak had gesteld om de slachtoffers van de pest te verzorgen en eventueel te begraven. Zij zouden deze bijnaam te danken hebben aan het zacht murmelen van gebeden oftewel "lollen". Deze beweging kwam voort uit de als ketters bekend staande beweging van de begarden. Hierdoor werd de term synoniem met "ketters".
Er komt al een Lollard voor in de Buskenblaser rond 1350. In 1380 beveelt de bisschop van Utrecht het lichaam van de ketter Matheus de Lollard op te graven, te verbranden en de as te verstrooien.

## Geschiedenis
Haar oorsprong vond de beweging in de prediking van John Wyclif (gestorven in 1384). De denkbeelden van de lollarden waren radicaal: zij verzetten zich tegen de boerenonderdrukkers en de rijke geestelijkheid. Zij verwierpen de biecht, heiligenbeelden, gebeden voor de doden, etc. en verkondigden dat de geestelijke moet leven in apostolische armoede; het celibaat achtten zij onnatuurlijk, de macht van de paus trokken zij in twijfel. De lollarden stonden veelvuldig bloot aan strenge vervolging. Men slaagde er niet in de groepering te onderdrukken, totdat in 1415, onder Hendrik V, de gevangenneming van hun leider John Oldcastle, Lord Cobham, tot een grote opstand van lollarden en boeren leidde. De opstand werd bloedig onderdrukt, Oldcastle werd terechtgesteld. Toch bleef de groepering in het geheim bestaan. Toen de Hervorming ook in Engeland snel voortgang maakte, vond dit mede zijn oorzaak in het nog lang niet uitgedoofde Lollardisme.